# Seeds of Chaos
Seeds of Chaos è un cortometraggio muto del 1914 diretto da Harry McRae Webster.

## Produzione
Il film fu prodotto dalla Essanay Film Manufacturing Company.

## Distribuzione
Distribuito dalla General Film Company, il film - un cortometraggio di due bobine - uscì nelle sale cinematografiche USA il 1º maggio 1914.